# Grabowa Góra (województwo kujawsko-pomorskie)
Grabowa Góra – osada w Polsce położona w województwie kujawsko-pomorskim, w powiecie świeckim, w gminie Warlubie.
W latach 1975–1998 miejscowość administracyjnie należała do województwa bydgoskiego. Według Narodowego Spisu Powszechnego (III 2011 r.) liczyła 116 mieszkańców. Jest dwunastą co do wielkości miejscowością gminy Warlubie.